# Kranzberg
Kranzberg er en kommune i i Landkreis Freising Regierungsbezirk Oberbayern i den tyske delstat Bayern.

## Geografi
Kranzberg ligger ca. 5 km vest for Freising i dalen til floden Amper og det omgivende tertiære bakkeland.
Der følgende landsbyer og bebyggelser: Ampertshausen, Ast, Berg, Bernstorf, Dorfacker, Eberspoint, Giesenbach, Grandlmiltach, Gremertshausen, Griesbach, Hagenau, Höhenberg, Hohenbercha, Kranzberg, Kühnhausen, Neuhausen, Oberberghausen (Waldkirche), Schönbichl, Sickenhausen, Thalhausen, Thurnsberg, Viehhausen og Zinklmiltach.